# La bailarina de Izu (película de 1933)
La bailarina de Izu (en japonés: 恋の花咲く 伊豆の踊子, romanizado: Koi no hana saku Izu no odoriko, lit. 'El amor floreciente de una bailarina de Izu') es una película romántica muda japonesa de 1933 dirigida por Heinosuke Gosho. Es la primera adaptación del cuento de 1926 La bailarina de Izu (伊豆の踊子 'Izu no odoriko'?) de Yasunari Kawabata.

## Sinopsis
Durante su gira de vacaciones por la península de Izu, el estudiante de Tokio Mizuhara se hace amigo de un grupo de músicos itinerantes locales liderados por Eikichi. Este perdió la herencia de su familia, una mina de oro, debido a su descuido, que tuvo que vender por un bajo precio a su nuevo propietario Zenbei. Mientras se quedan en su ciudad natal donde tienen un compromiso, la hermana de Eikichi, Kaoru, se enamora de Mizuhara. Instigado por el ex ingeniero de la mina, Kubota, Eikichi exige a Zenbei lo que considera su parte justa, pero Zenbei responde que solo le dará dinero a Eikichi si le vende a su hermana Kaoru. 
Mizuhara se enfrenta a Zenbei, que resulta ser también el padre de su compañero de estudios Ryūichi, con lo que considera una propuesta insolente. Resulta que Zenbei, que era amigo de Eikichi y el padre de Kaoru, quiere ahorrarle a Kaoru el destino de vivir la vida de un músico ambulante. Sin que Kaoru y su hermano lo sepan, Zenbei abrió en secreto una cuenta bancaria a su nombre y espera casarla con su hijo Ryūichi algún día. Mizuhara y Kaoru se separan entre lágrimas cuando él regresa a Tokio y, antes de subir al barco que lo llevará a casa, él le aconseja que busque la felicidad en una vida estable como esposa de Ryūichi.

## Elenco
- Den Ohinata como Mizuhara
- Kinuyo Tanaka como Kaoru
- Tokuji Kobayashi como Eikichi

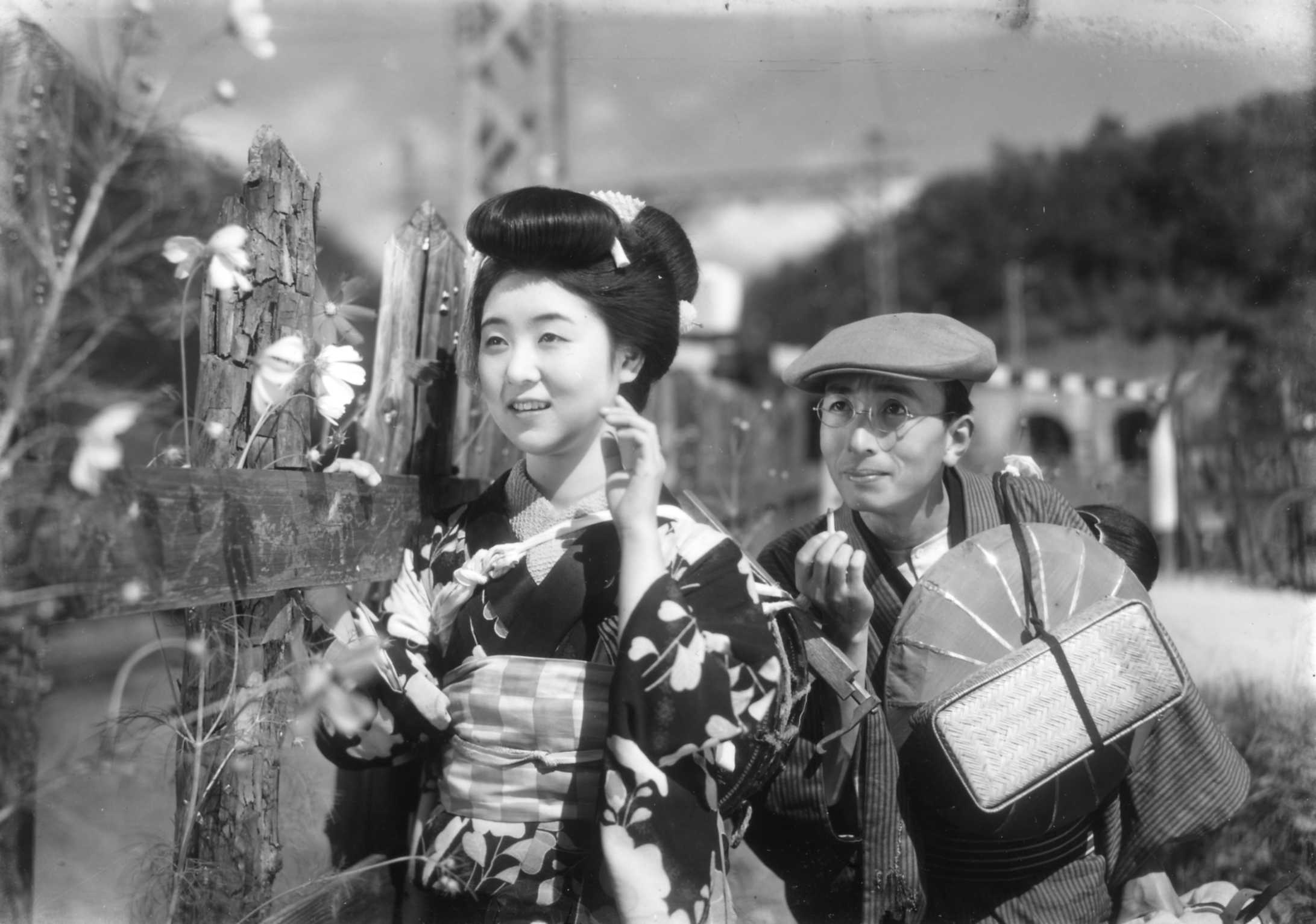
Kinuyo Tanaka y Tokuji Kobayashi en una escena de la película

- Eiko Takamatsu como Otatsu, la madre de Eikichi
- Kinuko Wakamizu como Chiyoko, la esposa de Eikichi
- Shizue Hyōdō como Yuriko
- Jun Arai como Zenbei
- Ryōichi Takeuchi como Ryūichi
- Reikichi Kawamura como Kubota
- Ryōtarō Mizushima como Tamura
- Takeshi Sakamoto como Hattori
- Chōko Iida como una geisha
- Kikuko Hanaoka como una geisha
- Shōzaburō Abe como un cliente
- Kiyoshi Aono como Kisaku

## Recepción
Esta película no sólo es la primera, sino que, según el biógrafo de Gosho, Arthur Nolletti, también se considera la mejor de las muchas adaptaciones de la historia de Kawabata, y un ejemplo importante de películas vinculadas al movimiento junbungaku («literatura pura»), que favorecía la literatura «seria» en oposición a la literatura «popular». Gosho y su guionista Fushimi agregaron una subtrama y oscurecieron las diferencias de clase entre los personajes, apuntando en cambio a una representación nostálgica del país «no contaminado por la modernización» (Mitsuyo Wada-Marciano).
La bailarina de Izu es una de las dos películas del período mudo de Heinosuke Gosho que han sobrevivido hasta nuestros días. La segunda es L'Amour (愛撫 Aibu?) estrenada ese mismo año. La trama está basada de un famoso cuento de Yasunari Kawabata, publicado unos años antes, en 1926. En comparación con el cuento, Fushimi y Gosho agregaron una trama secundaria en torno a la mina de oro que una vez perteneció a Eikichi y que perdió debido a su costoso estilo de vida, lo que lo obligó a él y a su hermana a formar un grupo de artistas itinerantes para sobrevivir.
Aprovechando el éxito de Mi esposa y la del vecino (マダムと女房 Madamu to nyōbō?) de 1931, la primera película sonora japonesa, Heinusuke Gosho había planeado hacer también La bailarina de Izu una película sonora, pero tuvo que lidiar con las limitaciones de la productora Shochiku que no le permitieron hacerlo por consideraciones presupuestarias.
Tadao Satō escribió sobre la película:

En ese momento, los acróbatas eran considerados de clase baja y los estudiantes eran de élite. Es un amor lleno de frescura, que nace de la compasión del brillante estudiante hacia la pobre adolescente, y el joven no está seguro de ser capaz de hacerla feliz, pero le da valor y ella encuentra allí su orgullo. Esta es una de las mejores películas de Heinosuke Gosho.

La revista Kinema Junpō clasificó la película en noveno lugar en su listado anual de las diez mejores películas japonesas de 1933.